# 타고모빌리티
주식회사 타고모빌리티(영어: Tago Mobility Co., Ltd.)는 대한민국의 전기자동차 판매 및 렌터카 전문 기업이다. 2021년 IT 기업 아사달에서 전기차 사업부를 분사하여 설립되었이다. 본사는 서울특별시 강서구 공항대로에 위치하고 있으며, 주요 도시에 전기차 전시 및 체험 매장을 운영하고 있다. 주요 사업은 전기자동차의 판매, 장기 렌터카 서비스, 기업용 전기차 공급 등이며, 테슬라 모델3, 현대 아이오닉5, 기아 EV6, 제네시스 GV60 등 차종을 보유하고 있다. 2020년대 중반에는 중국 동펑자동차의 픽업트럭 ‘리치6 EV’와 자체 승합차 모델 ‘테라밴’을 도입하며 제품군을 확대하고 있다.

## 연혁
타고모빌리티는 2021년 12월 1일 대한민국 서울특별시 강서구에 본사를 둔 전기자동차 판매 및 렌터카 전문 기업으로 설립되었다. 이 회사는 1998년에 설립된 IT 기업 아사달의 전기차 사업부를 인적분할 방식으로 분리하여 만들어졌다. 타고모빌리티는 설립 당시 아사달의 전기차 브랜드 ‘타고’를 기반으로 사업을 전개하였으며, 서울 마곡나루역 인근에 전기차 전시·체험 매장을 개설하고 판매 및 렌터카 서비스를 시작하였다. 회사는 설립 초기 테슬라 모델3를 중심으로 차량 공급을 개시한 뒤 현대 아이오닉5, 기아 EV6, 제네시스 GV60 등 다양한 브랜드의 전기차를 도입하여 판매 및 임대 서비스를 확대하였다. 2021년 말 기준 전기차 보유 대수는 220대였고, 같은 해 환경부의 무공해차 전환 100(K-EV100) 인증 기업으로 등록되었다. 2021년 대한민국 중소벤처기업대상 고객감동 부문을 수상하였으며, 공공기관 대상 조달시장에도 진출하여 차량을 공급하였다. 2022년 말 기준 지점 수는 20개 이상으로 증가하였고, 보유 차량은 548대를 기록하였다.
회사는 2023년부터 중국 동펑자동차의 전기 픽업트럭 리치6 EV 모델의 국내 총판 계약을 체결하고, 환경부 인증을 거쳐 3천만 원대 가격으로 국내 시장에 출시하였다. 같은 해 타고모빌리티는 정부 및 지방자치단체에 전기차를 납품하는 입찰 사업에 참여하였으며, 조달청 등록 기업으로서 공공기관에 차를 공급하였다. 2024년에는 전기 승합차 테라밴을 국내에 출시하였으며, 이는 국내 최초의 11인승 전기 미니버스형 모델로 등록되었다. 2024년 8월 31일 기준, 회사는 TG전기차를 흡수합병하여 법인 수를 통합하였고, 판매와 렌탈을 아우르는 사업 구조를 정비하였다. 타고모빌리티는 본사 외에도 자회사로 타고렌터카, 타고전기차를 두고 있으며, 모회사 아사달과 기술·재무적 협력을 유지하고 있다.  회사는 사업 초기부터 IT 기반 고객관리 시스템, 오프라인 체험 매장, 온라인 전기차 통합 플랫폼(tagokr) 운영을 병행하고 있으며, 전기차 판매·렌탈 외에 보조금 안내, 충전소 정보 제공, 보험 및 정비 정보 중개 등을 포함한 포털형 서비스를 운영하고 있다.